# Marlone
Jonathan Marlone Azevedo da Silva (Augustinópolis, 2 de abril de 1992), mais conhecido como Marlone, é um futebolista brasileiro que atua como meio-campista. Atualmente esta no Ypiranga de Erechim.

## Carreira

### Categorias de base
Ainda criança Marlone manifestou seu desejo de ser jogador de futebol, e seu pai adotivo o incentivou a perseguir seu sonho, matriculando-o em uma escolinha de futebol em sua cidade natal e depois levando o garoto para fazer um teste no Cruzeiro. Apesar de aprovado, Marlone não pode ficar no clube mineiro em função de sua pouca idade. Aos 12 anos de idade foi aprovado na peneira do Vasco da Gama e passou a integrar as divisões de base do clube. Foi um período difícil na vida dele, pois morava longe e só conseguia visitar a família uma vez por ano, chegando mesmo a passar fome. Entretanto, conseguiu suportar as adversidades e foi ganhando maturidade, começando a chamar a atenção em 2011, quando se destacou na Copa São Paulo e, no ano seguinte, na Copa do Brasil Sub-20.
Em agosto de 2012 foi finalmente promovido ao elenco profissional pelo então técnico da equipe, Marcelo Oliveira. Na ocasião, declarou:
| “ | É um dia muito importante pra mim, pois estou realizando um sonho me apresentando ao profissional do Vasco. Obrigado pela oportunidade, Vasco! Deus abençoe a todos vocês! | ” |

### Vasco da Gama
Seu primeiro jogo como profissional foi no dia 6 de outubro de 2012, contra o Atlético Goianiense, partida em que o Vasco venceu por 1 x 0. Ao longo daquele Campeonato Brasileiro, atuaria ainda em mais oito oportunidades, encerrando a temporada como titular da equipe cruzmaltina.
Embora tenha terminado o ano de 2012 muito bem cotado, Marlone foi pouco aproveitado durante o campeonato carioca de 2013. A afirmação veio a partir do segundo semestre, quando se tornou um dos destaques do time na Copa do Brasil e, principalmente, no Campeonato Brasileiro, onde se tornou a principal estrela do time na luta contra o rebaixamento.
Ao final da temporada, embora o Vasco não tivesse atingido seu objetivo de se manter na elite do futebol nacional, Marlone viu seu futebol ser muito valorizado e passou a ser assediado por vários clubes. O Vasco da Gama ainda tentou segurá-lo, propondo um salário maior, mas o atleta acabou se transferindo para o Cruzeiro em uma negociação que envolveu um grupo de investidores.
No total, Marlone atuou 43 jogos com a camisa do Vasco e marcou 4 gols. Uma vez acertada a transferência, e depois de quase 10 anos no clube, Marlone declarou:
| “ | Serei sempre grato ao Vasco, à sua torcida. É o clube que me revelou, que me apresentou para o mercado do futebol, que me deu as condições para fazer minha carreira. Tenho gratidão eterna pelo clube. | ” |

### Cruzeiro
No Cruzeiro, Marlone chegou como um novato em uma equipe já montada, que acabara de conquistar o Campeonato Brasileiro, e não conseguiu espaço em um time que contava com estrelas como Éverton Ribeiro e Ricardo Goulart. Assim, foi pouco aproveitado ao longo do ano e acabou rescindindo seu contrato ao final da temporada. De qualquer forma, no clube mineiro Marlone conquistou seus dois primeiros títulos como jogador profissional:  campeão mineiro e campeão brasileiro.
No total, atuou em 30 jogos pelo Cruzeiro em certames oficiais, e marcou apenas um gol.

### Fluminense
Ainda em 2014 acertou com o Fluminense, onde se reencontrou com o técnico Cristóvão Borges, que havia sido seu treinador no Vasco da Gama. Entretanto, o jogador também foi pouco utilizado no clube e teve poucas oportunidades de atuar.
No Fluminense, atuou em apenas 14 jogos de certames oficiais e não marcou nenhum gol. Do total de jogos pelo clube carioca, 13 foram pelo Campeonato Carioca e apenas 1 pelo Campeonato Brasileiro. Curiosamente, a única partida que disputou pelo Fluminense no certame nacional foi justamente contra o Sport, que anunciaria sua contratação logo em seguida.

### Sport
Apesar de hesitar em liberar Marlone, a diretoria do Fluminense acabou atendendo ao pedido do próprio jogador, e o grupo de investidores que detinha os direitos federativos do atleta acertou um contrato com o Sport até o final da temporada de 2015. Tendo sido uma indicação de treinador do clube, Eduardo Baptista, Marlone aceitou a transferência para o Sport justamente pela perspectiva de ter mais oportunidades de atuar como titular e, para acertar com o novo clube, abriu mão de um valor expressivo que ainda tinha direito de receber do Fluminense.
Sua aposta foi muito bem sucedida, pois se destacou bastante na excelente campanha do Sport no Campeonato Brasileiro daquele ano, sempre atuando como titular absoluto do time e conseguindo excelente entrosamento com seus companheiros de equipe, especialmente o centroavante André. Depois do ótimo campeonato, e sabendo que não permaneceria no clube por mais tempo, Marlone despediu-se de companheiros e funcionários do Sport publicando um agradecimento em uma rede social:
| “ | Muita gratidão e carinho é o que vou levar para toda a minha vida dos momentos que vivi pelo Sport em Recife. Muito obrigado a todos que fazem parte desta grande família do Sport Club do Recife, desde os torcedores até o presidente do clube, passando por todos os funcionários, meus companheiros de grupo, auxiliares, preparadores e treinadores com os quais convivi e aprendi muito. Muito obrigado por tudo, Sport Club do Recife, clube que vou levar para sempre no meu coração. Que Deus abençoe cada vez mais cada um de vocês! | ” |

Com a camisa do Sport Marlone contabilizou 35 jogos, 3 gols e 8 assistências.

### Corinthians
Ao final da temporada de 2015 as boas atuações de Marlone com a camisa do Sport voltaram a despertar o interesse do Corinthians, que já demonstrara em outras ocasiões o desejo de contar com o jogador em seu time. O anúncio oficial de sua contratação pelo clube foi realizado em 21 de dezembro de 2015, quando Marlone afirmou:
| “ | Quero mandar um grande abraço para os torcedores corinthianos. Estou muito feliz de fazer parte dessa nova família que é o Corinthians. Pretendo honrar essa camisa e ter um grande ano de 2016 para todos nós! | ” |

Em 18 de janeiro de 2017, no primeiro jogo do Corinthians no ano, Marlone faz o segundo gol corintiano de 2017, ajudando o clube se classificar para a final da Florida Cup de 2017. No dia 21 de janeiro jogou a final contra o arquirival São Paulo. O Corinthians perdeu por 4-3 nas penalidades máximas, após o empate de 0-0 no tempo real, perdendo o título do torneio e levando a vice-liderança.

### Atlético Mineiro
No dia 23 de março de 2017, acertou sua ida para o Atlético Mineiro por empréstimo, até o final de 2017.

### Retorno ao Sport
Em dezembro de 2017, acertou seu retorno ao Sport, por empréstimo, até o fim de 2018.

### Brusque
No dia 24 de agosto de 2021, fechou contrato com o Brusque até o fim da temporada.

### Vila Nova
Em 15 de junho de 2022, o Vila Nova acertou sua contratação.

### Chapecoense
Foi anunciado como novo reforço da Chapecoense em 18 de dezembro de 2023.

## Estatísticas
Até 24 de novembro de 2019.
| Clube             | Temporada         | Campeonato nacional | Campeonato nacional | Copa nacional | Copa nacional | Competições continentais | Competições continentais | Outras competições | Outras competições | Total | Total |
| Clube             | Temporada         | Jogos               | Gols                | Jogos         | Gols          | Jogos                    | Gols                     | Jogos              | Gols               | Jogos | Gols  |
| ----------------- | ----------------- | ------------------- | ------------------- | ------------- | ------------- | ------------------------ | ------------------------ | ------------------ | ------------------ | ----- | ----- |
| Vasco da Gama     | 2012              | 9                   | 0                   | —             | —             | —                        | —                        | —                  | —                  | 9     | 0     |
| Vasco da Gama     | 2013              | 26                  | 3                   | 3             | 1             | —                        | —                        | 5                  | 0                  | 34    | 4     |
| Vasco da Gama     | Total             | 35                  | 3                   | 3             | 1             | —                        | —                        | 5                  | 0                  | 43    | 4     |
| Cruzeiro          | 2014              | 13                  | 0                   | 5             | 0             | 3                        | 0                        | 9                  | 1                  | 30    | 1     |
| Cruzeiro          | Total             | 13                  | 0                   | 5             | 0             | 3                        | 0                        | 9                  | 1                  | 30    | 1     |
| Fluminense        | 2015              | 1                   | 0                   | 0             | 0             | 0                        | 0                        | 13                 | 0                  | 14    | 0     |
| Fluminense        | Total             | 1                   | 0                   | 0             | 0             | 0                        | 0                        | 13                 | 0                  | 14    | 0     |
| Sport             | 2015              | 30                  | 3                   | 1             | 0             | 4                        | 0                        | —                  | —                  | 35    | 3     |
| Sport             | 2018              | 30                  | 2                   | 2             | 1             | 0                        | 0                        | 13                 | 4                  | 45    | 7     |
| Sport             | Total             | 60                  | 5                   | 3             | 1             | 4                        | 0                        | 13                 | 4                  | 80    | 10    |
| Corinthians       | 2016              | 24                  | 6                   | 4             | 0             | 2                        | 2                        | 8                  | 0                  | 38    | 8     |
| Corinthians       | 2017              | 0                   | 0                   | 3             | 0             | 0                        | 0                        | 9                  | 1                  | 12    | 1     |
| Corinthians       | Total             | 24                  | 6                   | 7             | 0             | 2                        | 2                        | 17                 | 1                  | 50    | 9     |
| Atlético Mineiro  | 2017              | 12                  | 2                   | 0             | 0             | 0                        | 0                        | 7                  | 1                  | 19    | 3     |
| Atlético Mineiro  | Total             | 12                  | 2                   | 0             | 0             | 0                        | 0                        | 7                  | 1                  | 19    | 3     |
| Goiás             | 2019              | 16                  | 2                   | 2             | 0             | —                        | —                        | 15                 | 4                  | 33    | 6     |
| Goiás             | Total             | 16                  | 2                   | 2             | 0             | —                        | —                        | 15                 | 4                  | 33    | 6     |
| Total na carreira | Total na carreira | 161                 | 18                  | 20            | 2             | 9                        | 2                        | 79                 | 11                 | 269   | 33    |

## Indicação ao Puskás
No dia 21 de novembro de 2016, Marlone foi um dos 10 indicados ao prêmio da FIFA que elege o gol mais bonito do ano (Prêmio Puskás),  tendo como alguns dos concorrentes dois dos jogadores indicados ao prêmio de melhor jogador do mundo: Neymar e  Messi. Estando agora na final do prêmio.
O gol que concorreu ao prêmio foi marcado no jogo Corinthians x Cobresal pela Taça Libertadores da América 2016.
Mas acabou ficando em segundo lugar, com 22,86% dos votos válidos.

## Títulos
Vasco da Gama
- Campeonato Carioca Sub-20: 2010

Cruzeiro
- Campeonato Mineiro: 2014
- Campeonato Brasileiro: 2014

Corinthians
- Campeonato Paulista: 2017

Atlético Mineiro
- Campeonato Mineiro: 2017

Sport
- Taça Ariano Suassuna: 2018

## Prêmios individuais
- Jogador do ano: Melhor jogador do Vasco da Gama na temporada 2013.